# Tachina celer
Tachina celer là một loài ruồi trong họ Tachinidae.